# Eleccions legislatives hongareses de 2014
Les eleccions legislatives hongareses de 2014 es van celebrar el 6 d'abril per triar els membres de l'Assemblea Nacional. Van ser les primeres eleccions amb la nova Constitució i el nou sistema electoral, amb només una ronda i 199 diputats en comptes dels 386 anteriors. L'aliança de Fidesz-KDNP va mantenir la majoria absoluta, beneficiats per l'elevat creixement del PIB, l'augment de la producció industrial i el creixement del sector turístic.

## Resultats
|                         |                                                  |                                                  |                      |                      |                      |                      |              |              |              |           |     |  |  |
| Partits                 | Partits                                          | Partits                                          | Escrutini uninominal | Escrutini uninominal | Escrutini uninominal | Escrutini uninominal | Proporcional | Proporcional | Proporcional | Total     | +/- |  |  |
| Partits                 | Partits                                          | Partits                                          | Vots                 | %                    | Escons               | +/-                  | Vots         | %            | Escons       | Total     | +/- |  |  |
|                         |                                                  | Fidesz – Unió Cívica Hongaresa                   | 2.165.342            | 44,11                | 96                   | 77                   | 2.264.780    | 44,87        | 37           | 117 / 199 | 110 |  |  |
|                         | Partit Popular Democristià (Hongria) (KDNP)      | 16 / 199                                         | 2.165.342            | 44,11                | 96                   | 77                   | 2.264.780    | 44,87        | 37           | 20        |     |  |  |
| Total Fidesz-KDNP       | Total Fidesz-KDNP                                | 133 / 199                                        | 2.165.342            | 44,11                | 96                   | 77                   | 2.264.780    | 44,87        | 37           | 130       |     |  |  |
|                         |                                                  | Partit Socialista Hongarès (MSZP)                | 1.317.879            | 26,85                | 10                   | 8                    | 1.290.806    | 25,57        | 28           | 29 / 199  | 30  |  |  |
|                         | Coalició Democràtica (DK)                        | 4 / 199                                          | 1.317.879            | 26,85                | 10                   | 8                    | 1.290.806    | 25,57        | 28           | Nou       |     |  |  |
|                         | Junts (Együtt)                                   | 3 / 199                                          | 1.317.879            | 26,85                | 10                   | 8                    | 1.290.806    | 25,57        | 28           | Nou       |     |  |  |
|                         | Diàleg per a Hongria (PM)                        | 1 / 199                                          | 1.317.879            | 26,85                | 10                   | 8                    | 1.290.806    | 25,57        | 28           | Nou       |     |  |  |
|                         | Partit Liberal Hongarès (MLP)                    | 1 / 199                                          | 1.317.879            | 26,85                | 10                   | 8                    | 1.290.806    | 25,57        | 28           | Nou       |     |  |  |
| Total Unitat (Ös)       | Total Unitat (Ös)                                | 38 / 199                                         | 1.317.879            | 26,85                | 10                   | 8                    | 1.290.806    | 25,57        | 28           | 30        |     |  |  |
|                         | Jobbik                                           | Jobbik                                           | 1.000.637            | 20,39                | 0                    | =                    | 1.020.476    | 20,22        | 23           | 23 / 199  | 24  |  |  |
|                         | La Política pot ser diferent (LMP)               | La Política pot ser diferent (LMP)               | 244.191              | 4,97                 | 0                    | =                    | 269.414      | 5,34         | 5            | 5 / 199   | 11  |  |  |
|                         | Partit Comunista Hongarès dels Treballadors (MM) | Partit Comunista Hongarès dels Treballadors (MM) | 12.712               | 0,26                 | 0                    | =                    | 28.323       | 0,56         | 0            | 0         | =   |  |  |
|                         | Altres partits                                   | Altres partits                                   | 155.001              | 3,16                 | 0                    | =                    | 173.564      | 3,44         | 0            | 0         | =   |  |  |
|                         | Independents                                     | Independents                                     | 12.850               | 0,26                 | 0                    | 1                    |              |              |              | 0         | 1   |  |  |
|                         |                                                  |                                                  |                      |                      |                      |                      |              |              |              |           |     |  |  |
| Vots vàlids             | Vots vàlids                                      | Vots vàlids                                      | 4.908.612            | 98,90                |                      |                      | 5.047.363    | 99,09        |              |           |     |  |  |
| Vots blancs i invàlids  | Vots blancs i invàlids                           | Vots blancs i invàlids                           | 54.728               | 1,10                 | 46.173               | 0,91                 |              |              |              |           |     |  |  |
| Total                   | Total                                            | Total                                            | 4.967.881            | 100                  | 106                  | 70                   | 5.096.524    | 100          | 93           | 199       | 187 |  |  |
| Abstentions             | Abstentions                                      | Abstentions                                      | 3.273.607            | 39,72                |                      |                      | 3.144.964    | 38,16        |              |           |     |  |  |
| Inscrits / participació | Inscrits / participació                          | Inscrits / participació                          | 8.241.488            | 60,28                | 8.241.488            | 61,84                |              |              |              |           |     |  |  |